# Martina Nejedly
Martina Nejedly (26 mei 1975) is een tennisspeelster uit Canada.
Nejedly won in haar carrière twee ITF-toernooien, die van Manaus en van Minas Gerais. In 1998 speelde zij in het kwalificaties van alle vier grandslamtoernooien, maar zij wist zich niet te plaatsen. In de Fed Cup kwam zij vijfmaal uit voor Canada.
Haar zus Jana Nejedly speelde ook professioneel tennis.